# تويوتا كورولا
تويوتا كورولا هي إحدى طرازات السيارات الصغيرة أو العائلية الصغيرة التي تنتجها شركة تويوتا للسيارات. أصبح اسمها له شهرته وقيمته حول العالم متمثلاً في 10 أجيال بدأت عام 1966م وما زالت حتى الآن. منذ عام 1997م أصبح طراز كورولا هو الأول عالمياً من حيث المبيعات التي وصل إجماليها 30 مليون وحدة عام 2007م وبذلك خلال الأربعين عاماً المنقضية تم بيع سيارة كل 40 ثانية. وهي الأولى مبيعاً باليابان في 36 عاماً من الـ40 عاماً الأولى التي تم إنتاج السيارة بها. دخلت السيارة تحت سلسلة طويلة من التطويرات وإعادة التصميمات وتحسين الأداء منذ أن بدأت وحتى الآن. وتحتل فئتها ما بين طراز يارس وكامري.
(بالإنجليزية: بتلة الزهرة)‏ ولكن أخذ اسمها من معناها باللاتينية والتي تعني التاج كما هو الحال مع كورونا وكامري وكراون.
يتم تصنيع كورولا بكل من الدول التالية: اليابان، الولايات المتحدة، المملكة المتحدة، كندا، ماليزيا، الصين، تايوان، جنوب إفريقيا، البرازيل، تركيا، الفلبين، تايلاند، فينزويلا، باكستان، الهند وإندونيسيا.

## أجيال تويوتا كورولا

### الجيل الأول: E10; 1966

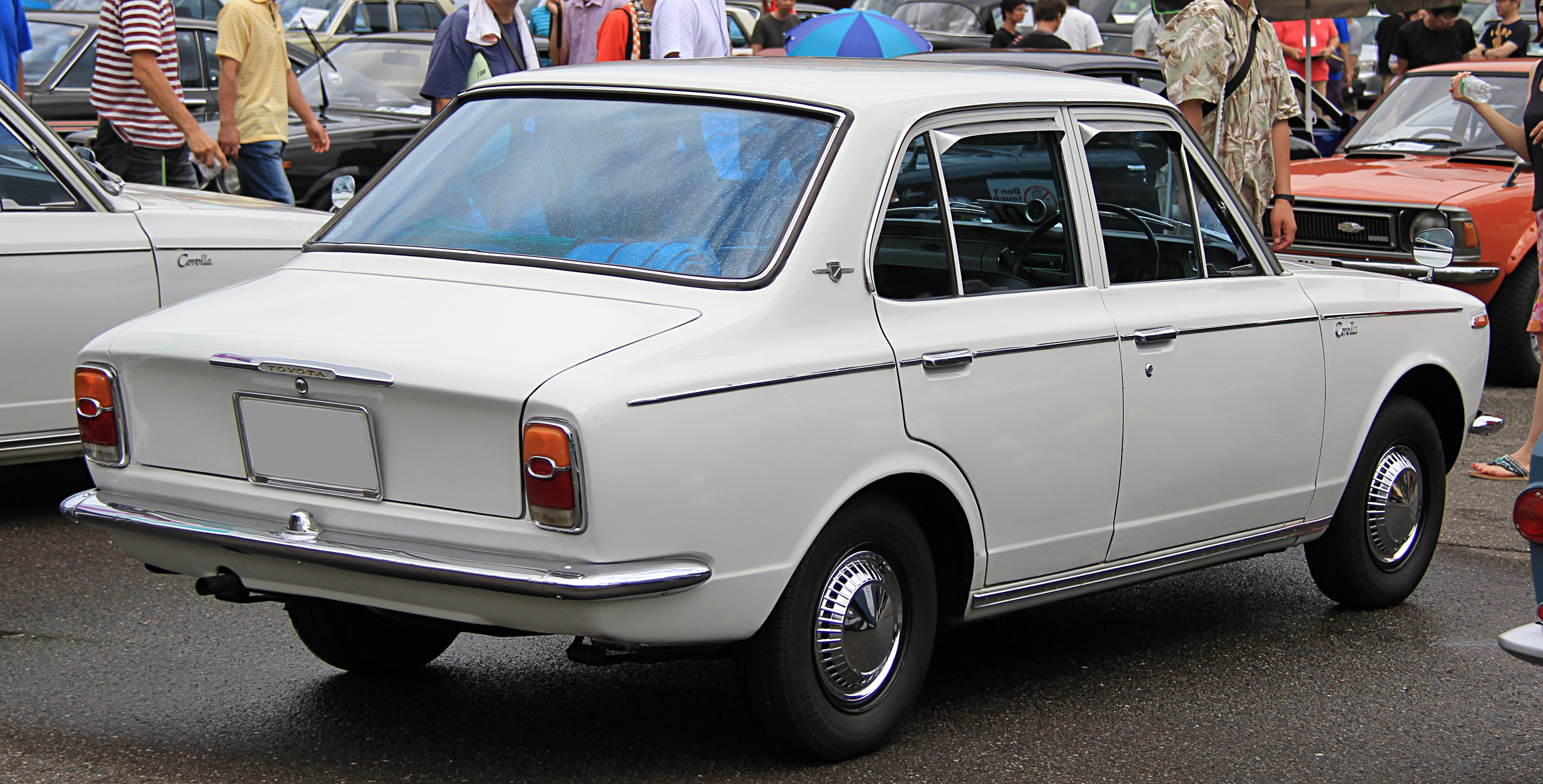
تويوتا كورولا الجيل الاول 1968

تم إنتاج الجيل الأول من كورولا في نوفمبر 1966 بمحرك دفع سعة 1100 سي سي كذلك تم تقديم Corolla Sprinter كإصدار لاحق في عام 1968، وتم توفير هذا الطراز حصريًا لمنافذ البيع بالتجزئة لوكلاء تويوتا في اليابان تحت مسمى Toyota Auto Store.
=== الجيل الثاني: E20; 1970 ===-
في مايو 1970، تم إعادة إنتاج الجيل الثاني من تويوتا كورولا بهيكل أكثر استدارة كما تم استخدام اسمي كورولا وسبرنتر الحصريين بشكل متبادل للتمييز بين معاملتين مختلفتين قليلاً للصفائح المعدنية والكماليات.
وفي وقت لاحق تم إنتاج نسختين تحملان اسمي كورولا ليفين ووسبرنتر ترونو كنسخة أداء محسّنة من كورولا ووسبرنتر على التوالي حيث تم في هذين الطرازينن استحداث عمود كامات علوي مزدوج لمحرك 2T في مارس 1972.

### الجيل الثالث: E30, E40, E50, E60; 1974
شهد أبريل 1974 إنتاج العديد من موديلات كورولا وسبرنتر المستديرة والأكبر والأثقل، وتم إعطاء سيارات كورولا رموز تبدأ من E30 بينما تم إعطاء سيارات سبرنت رموز تبدأ من E40.
وفي مارس 1976 حصل تعديل كبير على شكل مقدمة كورولا حيث تم استبدال معظم طرازات كورولا E30 بنماذج E50 المكافئة وتم استبدال معظم طرازات سبرنتر E40 بنماذج E60 مكافئة.
كما تم تجهيز كورولا E30 بأحزمة أمان أمامية قابلة للسحب، وفي أسواق أستراليا، كانت السيارت السيدان متاحة بـ4 أبواب، جنبًا إلى جنب مع سيدان ببابينوفي وقت لاحق، كانت طرازات KE5x متاحة كسيارة سيدان بأربعة أبواب أو كوبيه ببابين (بدون أعمدة) بمحرك 4K، كما كان طراز KE55 أثقل بمقدار 50 كجم بسبب إضافة الحماية من الصدمات الجانبية في الأبواب، وفي وقت لاحق، استخدم KE55 أيضًا قضبان ممتصة بنهاية بلاستيكية بدلاً من جميع مصدات الكروم في الطرز السابقة، ولكنه تضمن سبويلر خلفي لأول مرة.

### مواصفات تويوتا كورولا
بشكل عام تتميز كورولا بالعديد من المواصفات الأساسية والمشتركة إلا أن الطرز المختلفة تتضمن مواصفات مغايرة وهذا ما ينعكس على السعر ولكن بوجه عام تأتي السيارة بمواصفات مشتركة حيث تكون الأبعاد على النحو التالي: الطول: 4630 مم، العرض 1780 مم أما الارتفاع فيبلغ 1455مم، مع وسائد هوائية أمامية وجانبية ومرايات كهرباء وجنوط ألمنيوم مقاس 17 بوصة، فيما يصل مقاس الإطارات إلى 225/45R17.

### تويوتا كورولا XLI 2021
هي إحدى الطرز الحديثة من تويوتا كورولا حيث تأتي بمحرك سعة 1.5 لتر مزود بعدد 16 صمامًا وتبلغ قوة المحرك 119 حصانًا فيما تصل قوة العزم القصوى التي يولدها هذا المحرك إلى 148 نيوتن / متر مع ناقل حركة اوتوماتيك CVT.
أما عن التجهيزات الخارجية في السيارة فتشمل مصابيح أمامية هالوجين، وأضواء ضباب مع حساسات خلفية للمساعدة في صف السيارة وزوج من المرايا الجانبية الكهربائية م وأضواء خلفية LED.

#### وسائل السلامة في تويوتا كورولا XLI
تشتمل النسخة الجديدة من تويوتا كورولا على العديد من وسائل السلامة حيث تحتوى على وسائد هواء أمامية ونظام المساعدة في ثبات السيارة (VSA®) وكذلك نظام الفرامل المانعة للانغلاق (ABS) ونظام التوزيع الإلكتروني لقوة الفرامل (EBD) ونظام الدعم الإلكتروني لقوة الفرامل (EBB)

## مبيعات
قادت تويوتا كورولا مبيعات السيارات في العالم خلال النصف الأول من عام 2020 بحسب مؤسسة F2M الأمريكية حيث باعت السيارة 413 ألفًا، و820 نسخة لكن هذا الرقم يعد تراجعًا عن حصيلة المبيعات في العام الذي سبقه بنسبة %14.5 وهذا يعود بطبيعة الحال إلى حالة الركود الاقتصادي والإغلاق الذي تم في العديد من دول العالم بسبب انتشار فيروس كورونا المستجد والذي تبعه فرض حظر التجول وتعطيل المصالح الحكومية وتعليق الدراسة والدوام الحكومي في عدة دول الأمر الذي أثر بدوره على مبيعات السيارات بوجه عام حول العالم.